# Clinton megye (Ohio)
Clinton megye az Amerikai Egyesült Államokban, azon belül Ohio államban található. Megyeszékhelye és legnagyobb városa Wilmington. Lakosainak száma 42 018 fő (2020. április 1.). Clinton megye Greene, Fayette, Highland, Brown, Clermont és Warren megyékkel határos.

## Népesség
A megye népességének változása:
| Lakosok száma | 41 886 | 41 930 | 41 887 | 41 945 | 41 917 | 42 018 |
|               | 2010   | 2011   | 2012   | 2013   | 2015   | 2020   |